# Priacanthus hamrur
Priacanthus hamrur is een straalvinnige vissensoort uit de familie van grootoogbaarzen (Priacanthidae). De wetenschappelijke naam van de soort is voor het eerst geldig gepubliceerd in 1775 door Forsskål.